# ویچه‌گودسکی
ویچه‌گودسکی (انگلیسی: Vychegodsky) یک شهرک در استان آرخانگلسک کشور روسیه است.